# John Gosling
Pour les articles homonymes, voir Gosling et John T. Gosling.
John Gosling, né le 6 février 1948 à Paignton dans le Devon et mort le 4 août 2023, est un pianiste et organiste britannique. 

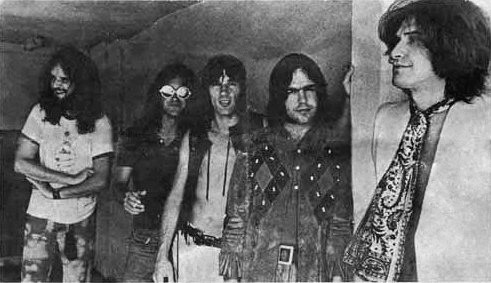
Les Kinks vers 1971 : John Gosling (à gauche), Dave Davies, Mick Avory, John Dalton et Ray Davies.

Il devient membre des Kinks en mai 1970, apparaissant pour la première fois sur la chanson Lola. À l'origine, il n'est censé rejoindre le groupe que pour sa tournée américaine (la première depuis 1965), mais il en devient finalement membre à part entière, jusqu'à son départ, en 1978, après l'album Misfits.
Il a depuis joué avec les Kast Off Kinks, un groupe constitué d'anciens membres des Kinks.